# Liste von Musikarchiven

## Musikarchive
- Altbachisches Archiv
- Archiv Frau und Musik
- Archiv für die Musik Afrikas (AMA), siehe Institut für Ethnologie und Afrikastudien der Johannes Gutenberg-Universität Mainz
- Archiv für populäre Musik im Ruhrgebiet
- Bach-Archiv Leipzig
- Berliner Rock- und Pop-Archiv
- Berliner Phonogramm-Archiv
- Deutsches Musikarchiv
- Deutsches Musikgeschichtliches Archiv (DMgA)
- Deutsches Musicalarchiv
- Deutsches Rundfunkarchiv
- Heinrich-Schütz-Archiv
- Internationales Musikinstitut Darmstadt
- Klaus-Kuhnke-Archiv für Populäre Musik
- Lippmann+Rau-Musikarchiv Eisenach (Internationales Jazz-Archiv)
- Max-Reger-Archiv Meiningen
- Moldenhauer Archives
- Musikarchiv NRW
- Archiv der Gesellschaft der Musikfreunde in Wien
- Musikgeschichtliche Kommission
- Scharwenka-Archiv
- SR-Archiv (Archiv für österreichische Popularmusik)[1]
- Thüringisches Landesmusikarchiv Weimar
- Werner Icking Music Archive

## Volksliedarchive
- Deutsches Volksliedarchiv
- Westfälisches Volksliedarchiv
- Schweizerisches Volksliedarchiv
- Niederösterreichisches Volksliedarchiv
- Österreichisches Volksliedwerk
- Tiroler Volksliedarchiv